# 翁清溪
翁清溪（1936年—2012年8月），藝名湯尼（Tony），生於日治臺灣臺北州臺北市，著名作曲家，曾創作《月亮代表我的心》、《小城故事》與《愛神》等歌曲，先後捧紅了崔苔菁和鄧麗君兩大歌壇天后，其筆名包括了湯尼、波度、光陽、公羽。

## 生平
翁清溪自幼被視為音樂神童。1973年，翁清溪至美國南加州電影工業音樂學院進修爵士樂，在此時創作了《月亮代表我的心》，孫儀重新填詞後由陳芬蘭演唱，在東南亞一帶極為暢銷，鄧麗君翻唱之後在華人世界廣為流行。
1974年4月，臺灣電視公司節目部主任何貽謀與翁清溪達成協議，讓翁清溪領導的湯尼大樂隊於1974年5月接手經營台視大樂隊；1974年5月16日，台視大樂隊完成改組為台視大樂團，團員24人，翁清溪自任團長，林國雄負責編寫伴奏譜，詹聰泉擔任指揮。翁清溪曾任台視綜藝節目《翠笛銀箏》主題曲作曲（崔苔菁作詞）、華視大樂隊第一任指揮。
翁清溪曾與導演李行合作，以電影《原鄉人》獲得第18屆金馬獎最佳電影插曲獎。1999年，翁清溪獲頒第10屆金曲獎特別獎。2002年，翁清溪以電影《沙河悲歌》獲得亞太影展「最佳電影原聲帶獎」。2010年，翁清溪透過訴訟取回《月亮代表我的心》等157首暢銷歌曲的著作財產權。2011年，翁清溪參與劉子千歌曲《唸你》的編曲製作。
2012年8月，翁清溪因病去世，享壽76歲，著作權全交由遺孀陳麗花繼承。2013年3月，一名紀錄片工作者擬使用翁清溪的歌曲，前來洽詢版權問題時，才得悉翁清溪已在2012年8月去世。
2016年10月9日，藝人李亞萍說，余天、劉福助、郭金發、劉朗、翁清溪與倪敏然曾結拜為六兄弟，如今六兄弟只剩劉福助與余天依然健在。

## 為著名歌星寫紅的歌曲
雖然翁清溪沒正式學過樂理，但天生音感極佳，靠著自學打出一片天。翁清溪除了能作曲，還擅長編曲，尤其善於替別人解決音樂上的疑難雜症，此外他還是傑出的電影配樂人。據統計，翁清溪創作超過500首暢銷流行歌曲，改編過數萬首曲子，被譽為台灣樂壇「幕後金手指」及「1960年代《群星會》時期的音樂教父」，堪稱是台灣流行音樂文化的創造者及見證者
。
翁清溪著名的歌曲：
- 鄧麗君– 《月亮代表我的心》（原唱者是陳芬蘭）、《小城故事》、《原鄉人》、《人約黃昏後》。
- 崔苔菁– 《愛神》、《浪花吹醒情人夢》（電影中是陳蘭麗演唱）、《浪花》、《白花飄雪花飄》。
- 鳳飛飛– 《巧合》
- 高凌風– 《大眼睛》
- 陳蘭麗– 《葡萄成熟時》
- 劉文正– 《最高峰》《門里門外》《永恆的愛》《我的初戀》《海誓》
- 王芷蕾–《秋水長天》、《秋潮向晚天》。
- 陳淑樺–《美麗與哀愁》《我从好远的地方来》《梦之约》《定情》《秋盼》/《暖暖的三月》

## 外部連結
- 翁清溪在香港影庫上的簡介